# Taurida fulvomaculata
Taurida fulvomaculata är en plattmaskart som först beskrevs av Ax 1959.  Taurida fulvomaculata ingår som enda art i släktet Taurida som är enda släktet i familjen Taurididae. Inga underarter finns listade i Catalogue of Life.